# Agua potable y saneamiento en la República Dominicana
|                                                                                |                                          |       |
|                                                                                |                                          | Datos |
| Cobertura del agua potable(definición amplia)                                  | 95%                                      |       |
| Cobertura del alcantarillado (definición amplia)                               | 78%                                      |       |
| Continuidad de servicio(%)                                                     | 10%                                      |       |
| Uso de agua urbano promedio (l/c/d)                                            | 450                                      |       |
| Tarifa de agua y alcantarillado urbano promedio (US$/20m3)                     | US$5/mes (1990-98)                       |       |
| Porcentaje de usuarios con micromedición                                       | bajo                                     |       |
| Porción del Porcentaje de agua residual recogido y tratado                     | 49% (2000)                               |       |
| Inversión anual en agua y saneamiento                                          | US$14/capita (1991-98)                   |       |
| Porcentaje de autofinanciamiento por parte de las empresas de servicio público | muy bajo                                 |       |
| Porcentaje de financiamiento por impuestos                                     | valor no disponible                      |       |
| Porcentaje de financiamiento externo del país                                  | valor no disponible                      |       |
| Instituciones                                                                  |                                          |       |
| Descentralización a los municipios                                             | Parcial                                  |       |
| Compañía nacional de agua y saneamiento                                        | Si pero limitada a las ciudades pequeñas |       |
| Regulador de agua y saneamiento                                                | No                                       |       |
| Responsable para deseñar políticas                                             | Presidencia de la República              |       |
| Ley sectorial                                                                  | No                                       |       |
| Número de proveedores de servicios urbanos                                     | 6                                        |       |
| Número de proveedores de servicios rurales                                     | valor no disponible                      |       |

Durante los últimos veinte años, la República Dominicana ha logrado ampliar la cobertura de los servicios de abastecimiento de agua potable y de saneamiento en forma impresionante. Sin embargo, la calidad de dichos servicios deja mucho que desear, a pesar del gran crecimiento económico de esta nación durante la década de los noventa.

## Acceso
La República Dominicana, con una población de 11 millones de personas, de las cuales aproximadamente el 60% reside en zonas urbanas, cuenta con un 97% de cobertura de servicios de abastecimiento de agua en zonas urbanas y el 92% de la población urbana cuenta con conexiones domiciliarias, lo que representa un nivel muy alto comparado con el promedio de 90% en América Latina y el Caribe.
El país muestra diferencias sustanciales en cuanto a cobertura. Por ejemplo, de acuerdo al censo 2002, en nueve provincias localizadas en la parte central, nororiental y oriental del país, menos del 70% de la población contaba con acceso a una fuente mejorada de abastecimiento
El nivel de sustancias aumentan a un 5 de agua potable en el país y ejecutan a un 8 de bacterias en el agua y las consecuencias de estos son 
menos agua limpia 
residuos de agua eductos
infestación en el agua para proporcionar más agua limpia 
ectr.
como hubo una edilany perez en el pasado del 1895 ella ayudo a la comisión del país a dejar los residuos en el mar y la manifestación den basura y maltrato animal.

## Calidad del servicio
A pesar de los esfuerzos de descentralización y del constante apoyo del gobierno, la calidad y la continuidad de los servicios son inadecuadas en la República Dominicana. La escasez del agua va en aumento, principalmente a causa del excesivo consumo en las zonas urbanas, la falta de una gestión de la demanda (tarifas bajas, bajo porcentaje de micromedición, limitada sensibilidad en cuanto al medio ambiente), y la degradación de las cuencas de agua. Este último factor ocurre principalmente en las secciones más bajas de la mayoría de las cuencas costeras, y es el resultado de los asentamientos y las actividades informales y de la falta de servicios de saneamiento.

### Continuidad
Solo el 10.5% de la población con conexión a los sistemas de agua, recibe un abastecimiento continuo del agua.

### Calidad del agua potable
Diversos factores afectan la calidad del agua potable en la República Dominicana, incluyendo: la condición deficiente de los sistemas de purificación, los controles mínimos de operación, los bajos niveles de mantenimiento de las plantas de tratamiento y, principalmente, los sistemas intermitente
El 38.4% de los sistemas de agua no cuentan con sistemas de cloración instalados. En las zonas rurales, dichos sistemas, en su mayoría, son sistemas pequeños. Contar con un sistema de cloración no garantiza que el agua esté, verdaderamente, desinfectada adecuadamente.
De acuerdo con las cifras del año 2002 proporcionadas por los proveedores de servicios, solo el 73.6% de las muestras de agua potable analizadas demostró tener una calidad satisfactoria (medida según la ausencia de coliformes totales), mientras que la norma internacional es 95%. Debe destacarse que la presencia de coliformes, en sí misma, no representa un peligro para la salud, pero su presencia sí es un indicador de la presencia potencial de agentes patógenos.

### Tratamiento de aguas residuales
En el año 2000, la OMS (organización mundial de la salud) estimaba que el 49% de las aguas residuales recolectadas en la República Dominicana recibía algún tipo de tratamiento. Este porcentaje, aunque mucho mayor que el promedio para la región de América Latina y el Caribe (15%) a esa fecha, todavía se consideraba insuficiente.

## Contaminación
El agotamiento del agua subterránea y la eliminación no regulada de las aguas residuales y los desechos sólidos están creando problemas que pudieran llegar a ser irreversibles. Con frecuencia, las numerosas comunidades que surgen alrededor de las zonas urbanas, y los grandes hoteles, no cuentan con un sistema adecuado de saneamiento.

## Responsabilidad por el abastecimiento de agua y el saneamiento

### Políticas y regulación
En la República Dominicana, las funciones normativas y de formulación de políticas en el sector agua y saneamiento están altamente fragmentadas:
- La Secretaría Técnica de la Presidencia tiene a su cargo la formulación de políticas.
- La normativa en cuanto a calidad del agua potable es responsabilidad de la Secretaría de Salud Pública a través de su Secretaría de Estado de Salud Pública y Asistencia Social (SESPAS).
- La regulación del medio ambiente compartida entre la Secretaría de Estado de Medio Ambiente y Recursos Naturales, la cual determina los límites de descarga de los desechos residuales y controla las actividades, y el Instituto Nacional de Recursos Hidráulicos (INDRHI), el cual regula las concesiones para todo el consumo y la conservación del agua.
- La Dirección General de Normas y Sistemas de Calidad (DIGENOR) aprueba las normas de calidad en el sector.

No existe un ente regulador de los aspectos económicos para el sector. La ausencia de una estrategia nacional para el sector agua y saneamiento se considera una limitante al desarrollo del mismo. Sin una estrategia bien definida, se carece de dirección y de una separación aparente de las funciones de las distintas dependencias sectoriales activas. Esto genera una superposición de responsabilidades y, en ocasiones, actividades en conflicto.

### Prestación de los servicios
En las ciudades más grandes, los servicios de agua y saneamiento son proporcionados por empresas regionales, mientras que en otras ciudades y pueblos, por el Instituto Nacional de Aguas Potables y Alcantarillados (INAPA). En las zonas rurales, las juntas comunitarias de agua también proporcionan estos servicios.
Jurisdicciones de los proveedores de servicios de agua y saneamiento en la República Dominicana. Es necesario señalar que el Distrito Nacional se ha reducido recientemente a la ciudad de Santo Domingo propiamente, mientras que la zona aledaña que era parte del Distrito Nacional, ahora recibe el nombre de Provincia de Santo Domingo.
Las empresas regionales de acueducto y alcantarillado se establecieron a lo largo de un período de 25 años, contando cada una de ellas con su propia ley. Cada empresa cubre una provincia. Sus directores generales son nombrados por el presidente de la República, evidenciando así la continuidad de un poder centralizado de toma de decisiones en presencia de empresas regionales. Aparte de esta similitud, la estructura de gestión (tal como la composición y función de sus Juntas Directivas) de cada empresa regional es diferente. Las empresas regionales son:
- La Corporación de Acueducto y Alcantarillado de Santo Domingo (CAASD), la cual proporciona servicio a unos 2.2 millones de personas en la ciudad de Santo Domingo y en la colindante Provincia de Santo Domingo. CAASD es una empresa pública de carácter autónomo, establecida bajo la Ley 498 del 13 de abril de 1973. La máxima autoridad de CAASD es un Consejo de Directores compuesto por seis miembros, incluyendo el director general de CAASD, el alcalde de Santo Domingo, el director de INDRHI y el director de INAPA.

- La Corporación de Acueducto y Alcantarillado de Santiago (CORAASAN) brinda servicio a más de 750,000 personas. Esta corporación pública y autónoma fue creada en 1977 bajo la Ley 520.
- La Corporación de Acueductos y Alcantarillados de Puerto Plata (CORAAPPLATA), en la Provincia Puerto Plata, fue establecida bajo la Ley 142 de julio de 1997, e inició operaciones en 2001.
- La Corporación del Acueducto y Alcantarillado de Moca (CORAAMOCA), en la Provincia Espaillat, fue establecida bajo la Ley 89 del 16 de mayo de 1997.
- La Corporación de Acueducto y Alcantarillado de La Romana (COAAROM) en la Provincia La Romana, fue establecida bajo la Ley 385 del 18 de agosto de 1998.
- La Corporación de Acueducto y Alcantarillado de La Vega (CORAAVEGA), en la provincia de La Vega, fue establecida por la Ley 512-05 del 30 de noviembre de 2005.

Aproximadamente 4.4 millones de personas, o la mitad de la población del país, viven en las cinco provincias y en el distrito nacional de la capital que son atendidos por las cinco empresas regionales de acueducto y alcantarillado.

## Historia y acontecimientos recientes
Durante las décadas de los cincuenta y sesenta, el sector agua y saneamiento de la República Dominicana experimentó una abrupta descentralización para luego pasar a la recentralización. Desde 1962, el marco institucional ha permanecido relativamente estable, sobrellevando un proceso gradual de regionalización hacia las provincias del país con el mayor número de ciudades. Durante los últimos treinta años, caracterizados por un crecimiento económico potenciado principalmente por la afluencia masiva de turistas, se realizaron inversiones sustanciales y la cobertura de los servicios aumentó en forma considerable.

### Descentralización y recentralización
Durante el gobierno de Rafael Trujillo (1930-1961), los servicios de agua fueron, inicialmente, proporcionados en forma centralizada y, seguidamente, en forma descentralizada. Hasta 1955, el gobierno nacional proporcionaba los servicios a través de la Dirección General de Acueductos de la Secretaría de Fomento, Obras Públicas y Riego. En 1955, el gobierno transfirió todas las responsabilidades y los activos a los ayuntamientos locales, un modelo que para 1962 ya había fracasado. El gobierno del Presidente Joaquín Balaguer creó entonces la INAPA, bajo la Ley 5994 del 30 de julio de 1962, volviendo así a un esquema de administración centralizada de todos los sistemas de agua.

### Establecimiento gradual de empresas regionales de agua y alcantarillado
En 1973, bajo el segundo período de Joaquín Balaguer en la presidencia (1966-1978), se estableció CAASD en la capital, Santo Domingo, como la primera empresa regional de agua y alcantarillado, a lo que siguió la creación de CORAASAN en la segunda ciudad más grande del país, Santiago, en 1977.
En la década de los noventa, durante el tercer período de Joaquín Balaguer como Presidente (1986-1996) y el primer período de la presidencia de Leonel Fernández (1996-2000), se realizaron inversiones sustanciales en el sector agua y saneamiento, además de ser una época en la cual la cobertura experimentó un incremento significativo. Por ejemplo, el acceso a conexiones domiciliarias de agua en las zonas rurales aumentó de 35% en 1990 a 62% en 2004. En las zonas urbanas, el acceso a las conexiones de alcantarillado aumentó de 47% en 1990 a 65% en 2004. Estos incrementos se cuentan entre los más altos de América Latina y el Caribe para ese período. A raíz de la insistencia de los Congresistas, en representación de sus respectivos electorados, el proceso de regionalización continuó su marcha, y en 1997-1998 se aprobaron leyes bajo las cuales se crearon tres empresas regionales de agua y alcantarillado en las provincias de Puerto Plata, Moca y La Romana.

### Estancamiento de las iniciativas de reforma
En 1999, el Banco Interamericano de Desarrollo aprobó un importante préstamo por 71 millones de dólares para consolidar la reforma y la modernización del sector agua y saneamiento. El préstamo contemplaba el financiamiento de inversiones por INAPA y las empresas regionales, así como un componente sustancial de asistencia técnica. Específicamente, el préstamo estaba destinado a transformar las empresas regionales de agua en entidades operadas comercialmente sin interferencia política en su administración cotidiana, y a promover una sólida representación de las municipalidades y de la sociedad civil en las correspondientes Juntas Directivas, con base en el modelo de CORAASAN. En el caso de CORAAMOCA y CORAAROM, habrían de suscribirse contratos de administración con operadores privados. INAPA debía descentralizarse gradualmente en unidades regionales autónomas y, en las zonas rurales, los servicios debían transferirse paulatinamente a los usuarios. Una de las condiciones para que el préstamo fuese efectivo requería que el Congreso aprobara una ley marco para el sector agua y saneamiento que estableciera un ente rector así como un ente regulador del sector.
Durante la presidencia de Hipólito Mejía (2000-2004), se debatió la ley de agua y saneamiento en el Congreso en 2002, y nuevamente en junio de 2004, pero no llegó a aprobarse. Por ende, el préstamo no se hizo efectivo.

### Contratos de servicio con el sector privado en Santo Domingo
No obstante, el gobierno tomó medidas para involucrar al sector privado en los servicios de agua y saneamiento. En 2001, CAASD suscribió dos contratos de servicio para la instalación de medidores, la lectura de medidores, la facturación y el cobro, uno para la parte oriental y otro para la parte occidental de su zona de servicio en Santo Domingo. El contrato para la parte occidental fue adjudicado a la empresa colombiana AAA, con lo que se logró incrementar el porcentaje de cobertura de micromedición de 1% a 25% y aumentar los ingresos recabados en un 128% en menos de dos años. 
El pasado gobierno del expresidente Leonel Fernández (segundo período en la presidencia, desde agosto de 2004) no tomo la iniciativa, para revitalizar el estancado proceso de reforma del sector agua y saneamiento.

## Eficiencia (pérdidas de agua)
Diversas fuentes han estimado que el porcentaje de agua no facturada supera, según algunas, el 40%, y según otras, el 65%. Actualmente, los proveedores de servicio producen 41,720 litros por segundo (lps), lo que representa un promedio de 907 litros por persona al día (lppd) antes de pérdidas. Aun después de tomar en cuenta las pérdidas, el consumo de agua es mucho más alto que en Europa (220 lppd) y Estados Unidos (300 lppd). En gran medida, la industria del turismo explica este alto consumo. La industria hotelera consume 280% más de lo que consumen otros países del Caribe, 1,483 litros por huésped por noche. 

## Tarifas y recuperación de costos
La recuperación de costos por los servicios de agua y saneamiento es mínima. Las tarifas promedio son moderadas: 21 centavos de dólar por metro cúbico de agua y 7 centavos de dólar por metro cúbico de alcantarillado. Las tasas de cobro son extremadamente bajas, alcanzando únicamente el 28%. Según un estimado de la OMS, como consecuencia de las tarifas moderadas y las extremadamente bajas tasas de cobro, las familias pagaban en 1998, en promedio, solo 50 centavos de dólares al mes por el agua, y 9 centavos de dólar al mes por el alcantarillado. No es de sorprender entonces que las empresas regionales de agua y alcantarillado, así como el INAPA, dependan en gran medida de las transferencias realizadas del presupuesto central para financiar sus operaciones. Los esquemas existentes carecen de transparencia y eficiencia en el uso de los subsidios.

## Inversión y financiamiento
El 84% de las inversiones realizadas entre 1990-1998 se destinó a los centros urbanos, mientras que sólo el 16% se invirtió en las zonas rurales. La inversión promedio anual en abastecimiento de agua potable ascendió a 87.9 millones de dólares (1990-1998), un nivel relativamente alto de inversión per cápita en comparación con otros países en vías de desarrollo. Sin embargo, las inversiones no se asignan adecuadamente. Por ejemplo, las inversiones están sesgadas hacia el abastecimiento de agua a costa de un saneamiento mejorado y el tratamiento de las aguas residuales, sectores que recibieron solo el 2.3% del total de las inversiones. 
Se ha argumentado que la asignación deficiente de los recursos ha provocado un incremento menor en las tasas de cobertura que lo esperado en vista de los niveles de inversión. Además, los donantes han realizado escasos esfuerzos de coordinación.

## Apoyo externo
El sector agua y saneamiento recibe apoyo externo por parte de instituciones financieras internacionales tales como el Banco Interamericano de Desarrollo y el Banco Mundial, así como de ONG tales como CARE y Catholic Relief Services.

### Banco Interamericano de Desarrollo (BID)
El BID ha desempeñado un rol importante en el sector a través de su programa de reforma y modernización mencionado anteriormente. Sin embargo, el programa ha quedado estancado por muchos años luego de que el Congreso no aprobara la ley de reforma del sector agua y saneamiento, la cual constituía una condición necesaria para la efectividad del programa.

### Banco Mundial
El Banco Mundial elabora actualmente un Proyecto de Agua y Saneamiento en Zonas Turísticas. Su principal objetivo es la reducción de los altos costos económicos, sociales y ambientales generados por las deficiencias en el manejo de las aguas residuales y los desechos sólidos, especialmente en las zonas turísticas, y la mejora de la cobertura y calidad de la prestación de los servicios de agua, así como la recolección y eliminación de las aguas residuales y los desechos sólidos en la República Dominicana. Para lograr estos objetivos, se contempla: (i) apoyar el desarrollo y puesta en marcha de estrategias nacionales de agua, aguas residuales y desechos sólidos en forma coordinada con organismos gubernamentales y donantes; (ii) mejorar la gestión de los recursos hídricos, así como la calidad, la eficiencia y la sustentabilidad de los servicios de agua y de manejo de desechos sólidos; e (iii) incrementar la cobertura de los servicios de agua y de manejo de desechos sólidos, especialmente en las comunidades pobres cercanas a las zonas turísticas.